# NGC 6143
NGC 6143 é uma galáxia espiral barrada (SBbc) localizada na direcção da constelação de Draco. Possui uma declinação de +55° 05' 11" e uma ascensão recta de 16 horas, 21 minutos e 42,3 segundos.
A galáxia NGC 6143 foi descoberta em 24 de Abril de 1789 por William Herschel.